# Jean Gasc (évêque)
Pour les articles homonymes, voir Jean Gasc et Gasc.
Jean Gasc ou Gasqui, d’origine aixoise fut évêque de Marseille de 1335 à 1344.

## Biographie

### Famille
Jean Gasc est probablement né à Aix-en-Provence où sa carrière se déroule en grande partie.
Il a trois frères :
- Jacques Gasc[1], qui est successivement chanoine d'Aix-en-Provence[1],[note 1] puis précenteur du chapitre de Cavaillon ;
- Isnard Gasc qui est chanoine d'Aix-en-Provence[1],[note 2]. Isnard Gasc est chanoine et chancelier du chapitre de Riez le 1er juillet 1322[2] et précenteur de Ancien diocèse de Cavaillon, le 5 septembre 1344, quand son frère dicte son testament[3] ;
- Pierre Gasc qui n'est pas ecclésiastique et qui a une descendance[3].

Il a aussi plusieurs sœurs qui sont mariées à Aix-en-Provence, et son testament évoque une chapelle fondée par ses ancêtres dans la cathédrale Saint-Sauveur d'Aix-en-Provence.

### Carrière ecclésiastique
Il lie probablement connaissance avec Guillaume de Mandagout lors du bref passage de celui-ci sur le siège des archevêques d’Aix-en-Provence. Il le suit, en tant que chapelain et médecin, à Avignon, lorsque celui-ci devient, le 23 décembre 1312, cardinal-évêque de Palestrina.
Guillaume de Mandagout obtient, au profit de Jean Gasqui, le 30 mars 1317, le poste de recteur de l'église Notre-Dame de la Gayolle au diocèse d'Aix-en-Provence.
Après la mort de Guillaume de Mandagout, survenue le 11 novembre 1321, Jean Gasc passe au service de Pierre des Prés, cardinal-prêtre de Sainte-Prudentienne depuis le 20 décembre 1320, et lui aussi jusqu'au 13 février 1321, archevêque d’Aix-en-Provence qui devient à son tour, le 25 mai 1323, cardinal-évêque de Palestrina. Pierre des Prés fait nommer Jean Gasc chanoine d'Aix-en-Provence et continue de l'héberger, à Avignon, quand il devient évêque de Marseille.

### Episcopat
Jean Gasc est désigné par le chapitre de la cathédrale de la Major de Marseille pour succéder à l’évêque Jean Artaud. Le pape Benoît XII accepte ce choix mais, pour le principe, casse cette élection et le désigna le 13 octobre 1335 de sa propre autorité.
Il ne prête hommage au comte de Provence, le roi Robert Ier de Naples, le 23 novembre 1336 seulement car il est en désaccord avec les officiers royaux sur la manière dont la cérémonie doit se dérouler.
En 1337, il fait agrandir le palais épiscopal qui était adossé aux remparts entre la tour des Rostagniers et la porte Jean de Marseille,, à droite de l'église Saint Cannat et du couvent des dominicains. Il achète d'ailleurs à Rostang de Sabran, sans doute dans l'espoir de pouvoir l'incorporer au palais sa part, probablement les deux tiers, de la tour des Rostagniers. Mais cette incorporation est réalisée seulement par son successeur après qu'il a acquis la totalité de la tour. Ce palais épiscopal, cette ancienne église Saint Cannat et ce couvent des dominicains n'ont pas laissé de vestiges : ils ont été détruits en 1524 à l'approche de l'armée du connétable de Bourbon.
En décembre 1337 il assiste au second concile qui eut lieu en l’Abbaye de Saint-Ruf d'Avignon où se réunirent tous les évêques des trois provinces provençales.
Il obtient du pape Clément VI, le 16 juillet 1342, la faculté de faire un testament et de léguer aux fondations religieuses de son choix les biens qu'il a acquis au cours de sa carrière ecclésiastique. Il dicte ce testament le 5 septembre 1344, dans le palais du cardinal Pierre des Près, à Avignon, en présence de nombreux témoins, dans lequel il demande d'être enterré dans la cathédrale de Marseille et il lègue des sommes d'argent aux trois fils de son frère Pierre Gasc et aux deux fils de Mitre Bérenger qui sont aussi ses neveux, afin qu'ils se marient ou deviennent moines. Il fait de même en faveur des enfants de Bérenger Raymond qui sont ses parents et de Bourguignon Bourguignon de Marseille. Il lègue au cardinal Pierre des Près son calice et son missel à la cathédrale de Marseille afin que les chanoines et les prêtres puissent y dire plus convenablement les messes car il est écrit en grosses lettres. Il y dispose de sa bibliothèque en faveur de ses parents ou de ses pairs, et y donne diverses sommes d'argent à ses serviteurs et aux pauvres.
Il meurt à Avignon le 10 septembre 1344 dans cette même livrée du cardinal Pierre des Près .

### Un prélat amoureux des beaux livres
Jean Gasc est un clerc savant et amoureux de beaux livres. L’importance des ouvrages de sa bibliothèque énumérés dans son testament fait le 5 septembre 1344 à Avignon, le démontre.
Parmi les nombreux documents de sa bibliothèque, on peut citer : « Les fleurs des Saints », « Abrégé de la théologie » par les frères Rigaud, « Les sermons sur les morts », « Les fleurs des prophètes », « La morale d’Aristote » etc. Les livres se trouvant à l’évêché devaient y demeurer pour son successeur. En 1395 le chapitre de la Major eut à se plaindre de l’évêque Aymar de La Voute  qu’il accusait d’avoir laissé égarer certains ouvrages qui, à cette époque, étaient fort rares et très chers.
Il fréquente, par ailleurs, dans l'entourage du cardinal Pierre des Près, Pierre Bersuire qui y participe d'abord comme invité, puis en tant que secrétaire de son éminence.